# Ванвеген
Ванвеген (нім. Wahnwegen) — громада в Німеччині, розташована в землі Рейнланд-Пфальц. Входить до складу району Кузель. Складова частина об'єднання громад Глан-Мюнхвайлер.
Площа — 4,64 км2. Населення становить 686 ос. (станом на 31 грудня 2020).